# Marlierea karuaiensis
Marlierea karuaiensis är en myrtenväxtart som först beskrevs av Julian Alfred Steyermark, och fick sitt nu gällande namn av Mcvaugh. Marlierea karuaiensis ingår i släktet Marlierea och familjen myrtenväxter. Inga underarter finns listade i Catalogue of Life.